# 羅加瓜多湖
13°2′6″S 65°56′32″W / 13.03500°S 65.94222°W
羅加瓜多湖是玻利維亞的湖泊，位於該國北部，由貝尼省負責管轄，長25公里、寬19公里，面積315平方公里，海拔高度143米，湖岸線長度90公里，湖中有6座島嶼。